# Écuelle à bords biseautés

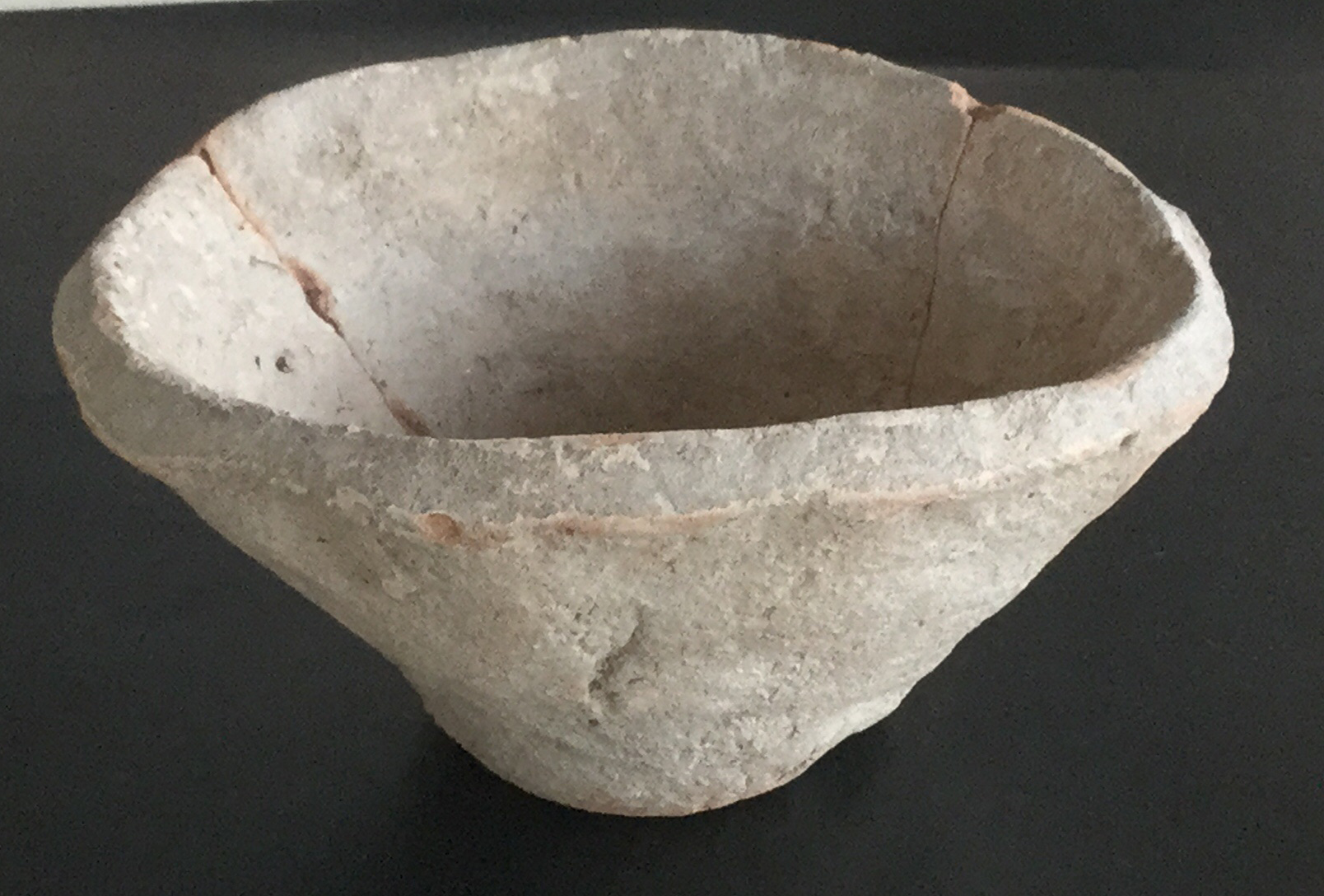
Écuelle à bords biseautés.

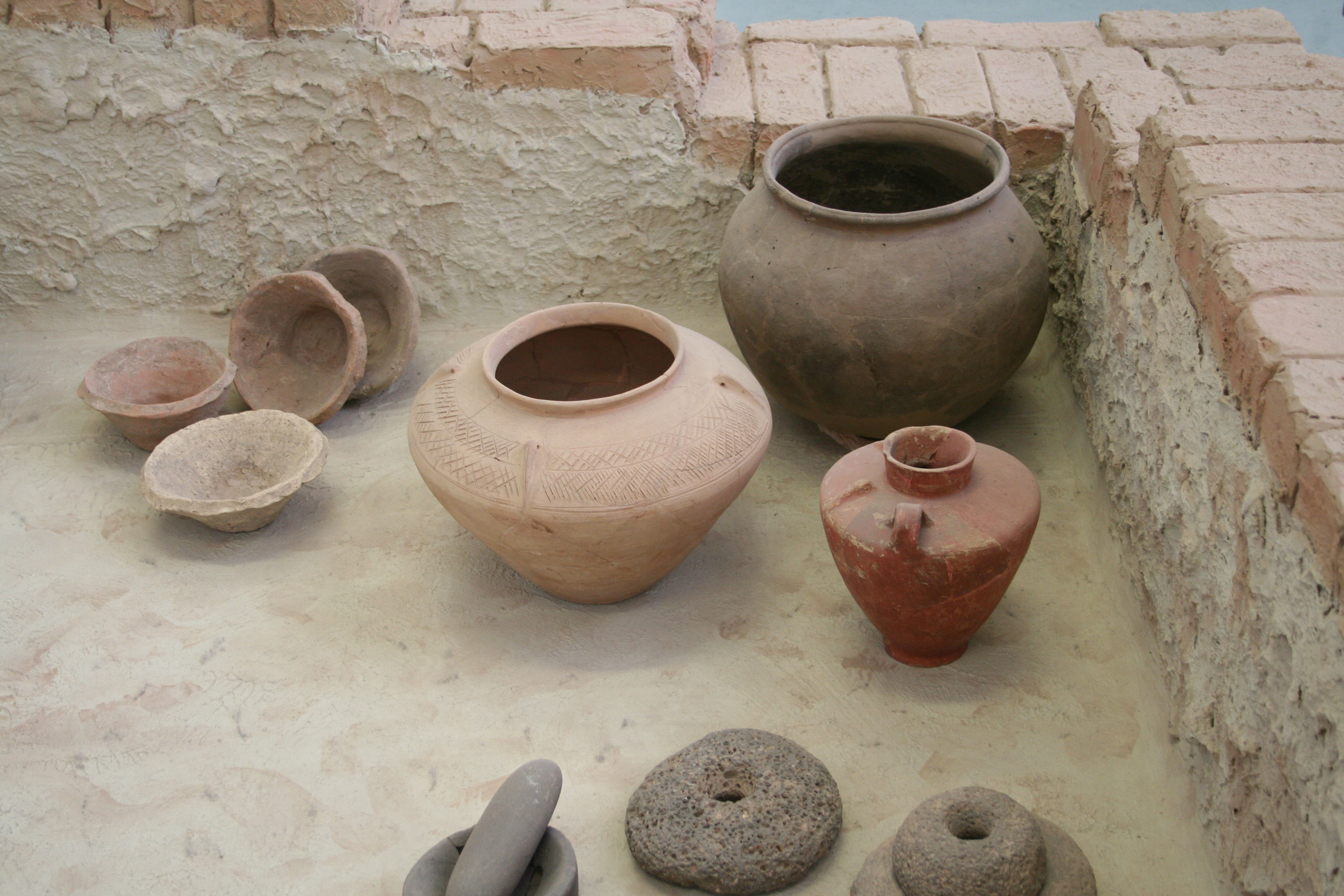
Écuelles à bords biseautés (à gauche) aux côtés de céramiques réalisées au tour à la même période (à droite). Musée de Pergame.

Les « écuelles à bords (ou lèvres) biseautés » (beveled-rim bowls en anglais, Glockentopf en allemand), ou encore « écuelles grossières », sont le modèle le plus répandu de céramiques de la période d'Uruk (vers 3900-3000 av. J.-C.), qui se retrouve dans toute la zone d’expansion et d'influence de la civilisation d'Uruk : Mésopotamie, Syrie, Anatolie, plateau Iranien. Leur intérêt est qu'il s'agit manifestement d'une production standardisée, se retrouvant donc sur un vaste territoire, car ils ont une forme similaire partout où on les trouve, ce qui est un phénomène alors inédit. 
Il s'agit de bols évasés à lèvre en biseau. Ils sont de facture grossière, mesurent environ 10 cm de haut, pour un diamètre d'environ 18 cm aux lèvres. Leur extérieur est réalisé de façon fruste, l'intérieur lisse. Alors que les potiers de la période sont capables de réalisations de grande qualité au tour, les écuelles à bords biseautés sont réalisées dans des moules durs, à partir de galettes d'argile embouties à la main. 
Leur fonction est très discutée, dans des débats rejoignant souvent les grandes problématiques de la période car on leur imagine souvent une finalité unique qui aurait pu être voulue par une autorité dirigeant alors la société. H. Nissen, influencé par l'idée d'apparition d'un appareil étatique au IVe millénaire, veut y voir des céramiques standardisées destinées à la distribution de rations à des dépendants de grands organismes comme on en connaît pour la fin du IIIe millénaire en Basse Mésopotamie. Dans ce cas, on considère qu'il y a un contrôle de la production de ces céramiques par les élites, et qui reflèterait un contrôle socio-économique. Mais cela est très loin de faire l'unanimité. Ces céramiques auraient également pu avoir une fonction cultuelle, servant à des offrandes en grain, théorie qui reprend donc l'idée de leur réalisation pour les besoins d'un organisme important de type étatique. On a également proposé d'y voir des récipients servant à porter du sel, ou des moules à pain, ou encore des écuelles destinées à de grands banquets regroupant toute la communauté lors de célébrations festives.